# 阿富汗领导委员会
阿富汗领导委员会（普什圖語：‎，羅馬化：Rahbarī Shūrā，领导委员会音译为“拉巴里舒拉”），全称阿富汗伊斯兰酋长国领导委员会，是一个由阿富汗塔利班最高领导层组成的组织。阿富汗最高领导人为委员会的主席。

## 历史
从2001年起，它的总部一直设于巴基斯坦俾路支省奎达，因此在塔利班叛乱时又被外界称为奎达舒拉（Quetta Shura），这个“舒拉”（意为“协商会议”）形成于2001年底阿富汗伊斯兰酋长国首个政权被推翻后，据称当时包括毛拉穆罕默德·奥马尔在内的塔利班高级领导人逃到了巴基斯坦。2010年2月，奎达舒拉的一些关键成员在巴基斯坦不同城市和城镇被巴基斯坦三军情报局逮捕，巴基斯坦当局同意如果没发现他们在巴基斯坦从事过犯罪活动的话就不会将他们遣返回阿富汗。叛乱期间，该委员会成为塔利班领导层的咨询和协商机构，塔利班最高领导人即由“奎达舒拉”选出。2021年塔利班在阿富汗重新执政后迁回坎大哈。但是目前的塔利班最高领导人海巴图拉·阿洪扎达并不经常组织会议，而是和几个亲信单独决定重要问题。

## 组成
领导委员会由塔利班的大约30名成员组成。分为以下机构：
- 边境委员会
- 农业、畜牧业、伊斯兰税和天课委员会
- 文化事务委员会
- 财务委员会
- 宣讲和指导、招募、传播美德和预防罪恶委员会
- 防止平民伤亡和投诉委员会
- 囚犯事务委员会
- 培训、学习和高等教育委员会
- 军事事务委员会
- 贫困、孤儿和残疾人事务司
- 权力分配司
- 经济委员会
- 指导和邀请委员会
- 卫生委员会
- 机构委员会
- 情报委员会
- 领导人办公室
- 矿业委员会
- 政治办公室（前政治事务委员会）